# Panos Terlemesjan

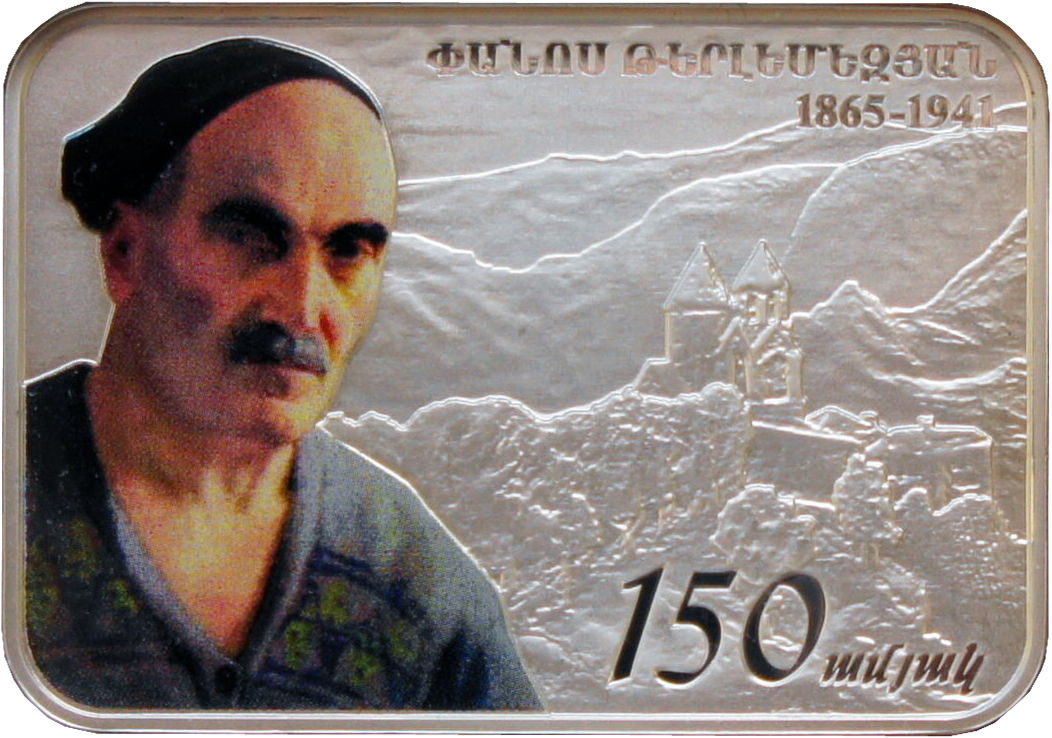
Armenische Gedenkmünze Panos Terlemesjan (Silber, 2015)

Panos Terlemesjan (armenisch Փանոս Թէրլէմէզեան Panos Terlemezyan, russisch Фанос Терлемезян; * 3. Märzjul. / 15. März 1865greg. in Van; † 30. April 1941 in Jerewan) war ein armenisch-sowjetischer Maler.

## Leben

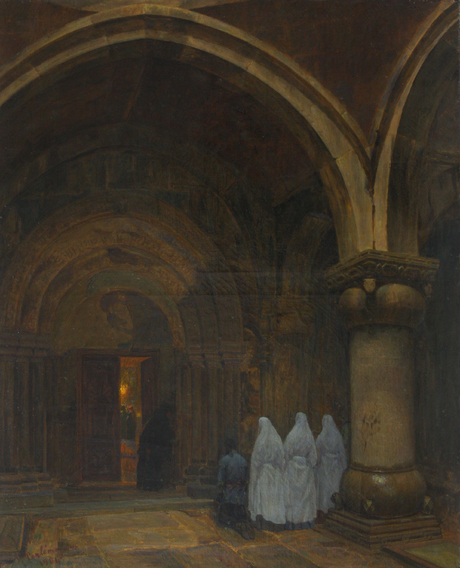
Gawit des Klosters Sanahin (1904)

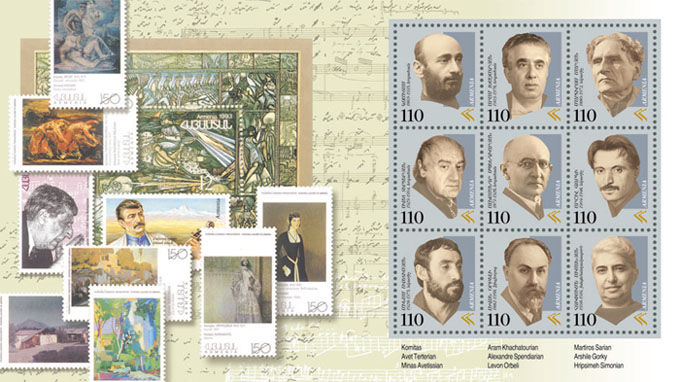
Briefmarken der armenischen Post (2000) mit Vardapet, Chatschaturjan, Sarjan, Terlemesjan, Spendiarjan, Gorky, Awetissjan, Orbeli und Simonjan

Terlemesjan, Sohn des Bauern Pogos Terlemesjan, besuchte 1881–1886 das Zentralkolleg in Van mit Auszeichnung und war dann dort Lehrer. Er war Mitglied einer Jugendgruppe im Widerstand gegen die türkische Unterdrückung. Er bildete sich künstlerisch weiter. Er studierte 1895–1897 an der Hochschule der Gesellschaft zur Förderung der Künste in St. Petersburg und 1899–1904 an der Académie Julian in Paris. Er war eng befreundet mit Komitas Vardapet.
1909 wurde Terlemesjan zum Bürgermeister von Van gewählt. Auf der Internationalen Kunstausstellung München 1913 erhielt Terlemesjan eine Goldmedaille für das Bild Gawit des Klosters Sanahin. 1915 während des Völkermords an den Armeniern war Terlemesjan einer der Führer des Aufstands von Van. Danach lebte er in Frankreich, Italien, Spanien und den USA. 1928 wanderte er in die Armenische Sozialistische Sowjetrepublik ein und ließ sich in Jerewan nieder. 1929–1931 malte er Industrie-Bilder, die in der Nationalgalerie Armeniens hängen.
1941 erhielt die 1921 gegründete Jerewaner Kunsthochschule Terlemesjans Namen. Zu seinem 100. Geburtstag gab es eine große Jubiläumsausstellung.

## Ehrungen
- Verdienter Künstler der Armenischen SSR (1931)
- Volkskünstler der Armenischen SSR (1935)
- Orden des Roten Banners der Arbeit (1939)